# ابوالفضل محمدحسنی
ابوالفضل محمدحسنی(زادهٔ ۲۵ مهر ۱۳۷۶) بازیکن فوتبال اهل ایران است که در پست مهاجم برای باشگاه فوتبال استقلال تهران در لیگ برتر خلیج فارس بازی می‌کند.
وی همچنین در تیم ملی فوتبال تیم ملی فوتبال امید ایران بازی کرده‌است.

## دوران باشگاهی

### استقلال خوزستان
استقلال خوزستان نخستین تیمی بود که محمدحسنی را در لیست بزرگسالان خود قرار داد، وی در مدت دو فصل حضور خود در این تیم ۴ بازی در لیگ برتر انجام داد. اولین بازی وی در لیگ برتر به تاریخ ۱۱ فروردین ۱۳۹۶ مقابل ذوب‌آهن اصفهان انجام شد، او در این بازی در دقایق پایانی به جای آرش افشین وارد زمین شد. وی همچنین در شکست ۳–۱ تیمش مقابل پرسپولیس در هفته نهم لیگ هفدهم دقایقی بازی برای استقلال خوزستان بازی کرد.

### استقلال تهران
محمدحسنی در نقل و انتقالات تابستانی پیش از لیگ هجدهم با عقد قراردادی به استقلال تهران پیوست.